# India (település)
India vagy Ingyija (szerbül Инђија / Inđija) kisváros és község Szerbiában, a Szerémségi körzetben.

## A község települései
(Zárójelben a szerb név szerepel.)
- Béska vagy Beska (németül Beschka, szerbül Beška)
- Čortanovci (Čortanovci)
- India (Inđija)
- Jarkovci (Jarkovci)
- Kereked vagy Kercsedin (németül Krtschedin, szerbül Krčedin)
- Lyukó (Ljukovo)
- Maradék (Maradik)
- Szalánkeménszőlős (Slankamenački Vinogradi)
- Újkarlóca vagy Szász (Novi Karlovci)
- Újszalánkamén (németül Neu-Slankamen, szerbül Novi Slankamen)
- Szalánkemén vagy Ószalánkemén (Stari Slankamen)

## Fekvése
Belgrád és Újvidék között körülbelül félúton, a Szerémségben fekvő település. 

## Története
India nevét már 1455-ben említette oklevél mint a Sulyok család birtokát.
A középkori település nem a mai helyén, hanem attól valamivel északabbra állt. 
A 16-18. században a török hódoltság alatt is lakott hely volt. Lakói nagyrészt szerbek voltak.
Az 1746-os adatok szerint 60 háztartást számoltak itt össze, 1791-ben  pedig már 122 háztartásban 1054 lakos élt itt.
A  18. században főként szerbek, a 19. század elején már németek és csehek, majd a század vége felé magyarok is kezdtek itt letelepedni. 
1860-tól India újra a Magyar Királyság része lett. 
A 19. század közepén megindult itt az ipari fejlődés. Ekkor kezdte meg működését az első nagyobb gőzzel működő malom is, melynek kapacitása napi 10 autó búza volt. Téglagyár, majd 1876-ban bútorgyártás, a 20. században, a híres prémgyártás indult el, 1912-ben pedig szeszgyár épült, és az ipar fejlődésével együtt kiépült a vasút is.
A trianoni békeszerződés előtt Szerém vármegye Árpatarlói járásához tartozott.

## Testvérvárosai
- Gevgelija, Észak-Macedónia
- Paderno Dugnano, Olaszország
- Ohrid, Észak-Macedónia
- Tököl, Magyarország

## Demográfiai változások
| 1948 | 1953 | 1961 | 1971   | 1981   | 1991   | 2002   |
| ---- | ---- | ---- | ------ | ------ | ------ | ------ |
| 785  | 7758 | 8566 | 13 525 | 17 892 | 21 843 | 26 247 |